# Melomys bougainville
Melomys bougainville là một loài động vật có vú trong họ Chuột, bộ Gặm nhấm. Loài này được Troughton mô tả năm 1936.